# Partido di Junín
Il partido di Junín è un dipartimento (partido) dell'Argentina facente parte della Provincia di Buenos Aires. Il capoluogo è Junín.